# Végtelen hit
A  Végtelen hit (eredeti cím: Facing the Giants) egy 2006-ban megjelent sportfilm és független film. Grant Taylor (Alex Kendrick) egy amerikai futballcsapat nem éppen sikeres edzője. Minden összejátszik ellene: az autója folyamatosan cserbenhagyja, kiderül hogy nem lehet gyermeke, és még az állásából is ki akarják taszítani. Ő azonban mégsem adja fel, és Istenhez fordul segítségért. A csapat játékosaiba lelket önt, és megküzd kudarcaival hogy sikerre vigye csapatát, és saját életét is.

## Szereplők
| Színész         | Karakter       | Magyar hang     |
| --------------- | -------------- | --------------- |
| Alex Kendrick   | Grant Taylor   | Murányi Gergely |
| Bailey Cave     | David Childers | Molnár Levente  |
| Jason McLeod    | Brock Kelley   | Előd Álmos      |
| James Blackwell | Matt Prater    | Pálmai Szabolcs |
| Shannen Fields  | Brooke Taylor  | ?               |
| Steve Williams  | Larry Childers | ?               |
| Tracy Goode     | Brady Owens    | ?               |